# INXS
INXS — австралийская рок-группа, образованная 16 августа 1977 года в Сиднее, первоначально играла смесь фанк-рока, ска и регги.

## История

### Период с Майклом Хатченсом

#### Образование группы и первые альбомы (1977—1981)
Первоначально группа носила название Farriss Brothers и исполняла она в основном кавер-версии известных исполнителей, среди которых были: Roxy Music, Elvis Costello, Steely Dan, Doobie Brothers, Deep Purple и The Tubes. В её состав входили Тим Фаррисс (гитара), Джон Фаррисс (ударные) и Эндрю Фаррисс (клавишные, гитара), Майкл Хатченс (вокал), Кирк Пенгилли (гитара, саксофон) и Гарри Бирс (бас-гитара). Постепенно в репертуаре группы начали появляться песни собственного сочинения, которые тут же исполнялись на концертах.
В 1980 году, перед выходом первого сингла, получившего название «Simple Simon/We are the vegetables», группа сменила название на INXS (от выражения «in excess» — в излишке). Дебютник с простым названием INXS имел комбинированное звучание стилей ска, глэм-рока, соула и новой волны. Во многом тот же стилистический ход был продолжен и в следующем альбоме Underneath the Colours, который вышел год спустя. Оба лонг-плэя были выпущены только на территории Австралии и Новой Зеландии и имели достаточно неплохой успех (27-е и 15-е места австралийского чарта) — и это тогда, когда группа представляла собой коллектив, выступавший преимущественно в пабах!
Тогда же группа выпустила синглом кавер-версию своих соотечественников The Loved Ones на песню «The Loved One», которая добралась до 18-го места австралийского чарта (ведущие синглы из первых двух альбомов — «Just Keep Walking» и «Stay Young», достигли 38-го и 21-го места), а во время записи альбома Kick, который стал самым успешным в дискографии группы, песня была перезаписана с немного изменённой аранжировкой.

#### Становление на мировой сцене и всемирное признание (1982—1991)

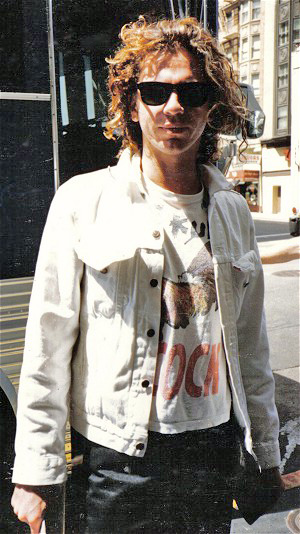
Майкл Хатченс, 1986 год, Калифорния

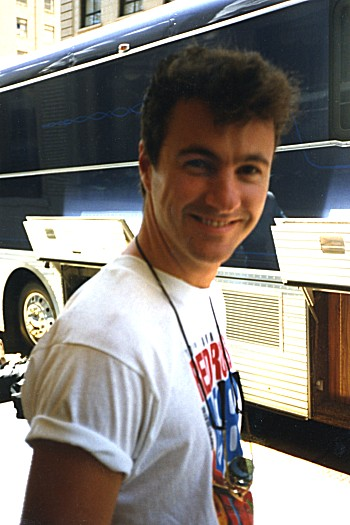
Гарри Бирс, 1986 год, Калифорния

Постепенно популярность INXS росла и их третий студийный альбом Shabooh Shoobah, выпущенный в 1982 году, вошёл в пятёрку лучших альбомов Австралии и стал первым в их дискографии, который был распространён по всему миру. В американском Billboard 200 альбом поднялся до 46-й позиции, а песня «The One Thing» заняла 30-е место в Billboard Hot 100. Следующий, четвёртый альбом группы, The Swing, вышедший в мае 1984 года, стал бестселлером за пределами Австралии, а вошедший в него сингл «Original Sin» стал трансатлантическим хитом.
Сексуальная харизма вокалиста Майкла Хатченса и его регулярные появления на канале MTV способствовали стремительному росту популярности INXS на международной арене. В октябре 1985 года состоялся релиз альбома Listen Like Thieves, который имел ещё больший успех в Америке, заняв там 11-е место. Во многом этому способствовал выход сингла «What You Need», ставший для австралийцев первым, который вошёл в первую десятку официального американского чарта Billboard Hot 100, заняв 5-е место. В том же году INXS дали концерт в Melbourne Concert Hall в честь принца Чарльза и принцессы Дианы; аудиоверсия выступления была издана в 2011 году в формате ЦД под названием Rocking the Royals.
После многообещающего успеха лонг-плея Listen Like Thieves, ещё больше вдохновившего музыкантов на улучшение результата, релиз шестого студийного альбома не заставил себя долго ждать. Вышедший 2 года спустя альбом Kick занял 3-е место в Америке, 1-е в Австралии и 9-е в Британии, тем самым укрепив международный статус INXS, став самым лучшим и коммерчески успешным альбомом в дискографии группы. Такие синглы как «Need You Tonight», «Devil Inside», «New Sensation» и «Never Tear Us Apart» вошли в первую десятку американского чарта Billboard Hot 100. Первый сингл альбома, «Need You Tonight», занял в нём 1-е место. Последним синглом, выпущенным из альбома Kick в качестве сингла в мае 1989 года, стала «Mystify», которая вошла в первую двадцатку британского чарта, заняв там 15-е место.
В 1990 году INXS выпустили ещё один коммерчески успешный альбом X, давший рождение таким хитам как «Suicide Blonde» и «Disappear». Они также вошли в первую десятку американского чарта Billboard Hot 100, но следующие синглы «By My Side» и «Bitter Tears» потерпели крах как в американских, так и в австралийских чартах. Однако это не сказалось на туре, который прошёл в поддержку нового студийника — в июле 1991 года в его рамках INXS выступили на стадионе «Уэмбли» в Лондоне перед весьма многочисленной аудиторией — более 70 000 человек. Этот концерт был заснят и выпущен официально под названием Live Baby Live. В его поддержку был выпущен сингл «Shining Star» с сопутствующим на него видеоклипом.

#### На закате славы и смерть Хатченса (1992—1997)
После тура в поддержку альбома X популярность группы в Америке пошла на убыль, в то время как в Европе (в частности в Великобритании) она росла на волне популярности различных новых видов альтернативного рока. Имя Хатченса продолжало регулярно мелькать в новостях в связи с перипетиями его романтических отношений с супермоделью Хеленой Кристенсен и певицей Кайли Миноуг.
В 1992 году INXS выпустили альбом Welcome to Wherever You Are, который радикально отличался от всего, что группа делала раньше. Сырое экспериментальное звучание пришлось по вкусу европейским фанатам. Альбом возглавил британский чарт, но в Америке не достиг былого успеха, остановившись на 16-м месте. Продюсером нового альбома стал уже прежде работавший с группой при записи Shabooh Shoobah Марк Опитц. Отказавшись на этот раз от тура в поддержку альбома, группа ограничилась выступлениями на различных телешоу вроде Top of the Pops и концертом в рамках благотворительного фестиваля Concert For Life под открытым небом в Сиднее в первой половине 1992 года, на котором впервые были исполнены три песни из нового альбома — «Taste It», «All Around» и «Baby Don’t Cry» (последняя в дальнейшем не исполнялась музыкантами вовсе).
Год спустя был выпущен альбом Full Moon, Dirty Hearts, продолживший тематику звучания, характерного различным влиянием альтернативного рока, начатую в Welcome to Wherever You Are. Он также оказался успешным в Британии (3-е место в чартах), но в США добрался лишь до 53-го места. Тур INXS «Get Out of the House» 1993 года намеренно избегал стадионов; группа отдавала предпочтение небольшим площадкам и городам. О предстоящем концерте становилось известно лишь за 2 недели в черте конкретного города, причём заказ билетов по телефону был невозможен. В том же году группа выступила на Rock am Ring.
В мае 1994 года INXS принимают участие в фестивале The Great Music Experience, проходившем в древнем буддистском храме Тодай-дзи на горе Нара, Япония, и соединившем японскую и западную культуры. С целью подытожить свои достижения на музыкальном олимпе, 31 октября 1994 года INXS выпускают сборник The Greatest Hits, который стал своего рода отчётом того, как группа развивалась в течение 14 лет с момента выхода своего первого альбома. На пластинке присутствовали две новые песни — «The Strangest Party (These are the Times)», которая впоследствии вышла как сингл и сумела попасть в первую британскую двадцатку (15-е место) и «Deliver Me». Альбом лучших хитов имел стабильный успех в Европе (3-е место в Британии и 9-е в Германии), 2-е в Австралии, но в Америке он занял лишь 112-е место. Но, несмотря на это, он смог получить платиновый статус по обе стороны Атлантики.
4 апреля 1997 года после четырёхлетнего перерыва состоялся релиз десятого по счёту студийного альбома Elegantly Wasted — он стал последним в дискографии группы, который был записан и выпущен при жизни Майкла Хатченса. Имевший блюзовую стилистику альбом не смог повторить успеха своих предшественников (даже в сравнении с Full Moon, Dirty Hearts) и был раскритикован как слушателями, так и критиками (14-е место в Австралии, 16-е — в Великобритании и 41-е в американском Billboard Hot 100). Но, несмотря на это, в альбоме присутствуют песни, которые до сих пор ротируются на радио. Среди них — сингл «Elegantly Wasted» (20-е место британского чарта) и «Don’t Lose Your Head» (она стала саундтреком к фильму Джона Ву «Без лица»).
По мере того как тур в поддержку новой пластинки продвигался, депрессивное состояние Майкла Хатченса (связанное с проблемами личного характера) лишь усугублялось. 27 сентября 1997 года состоялся последний концерт группы в Питтсбурге, штат Пенсильвания. INXS планировали продолжить тур после гастролей по Америке, но этому не суждено было произойти. 21 ноября у группы состоялась репетиция (её видеофрагменты можно сегодня найти в интернете), а на следующий день, 22 ноября 1997 года, Майкл Хатченс покончил с собой. После похорон солиста группа на некоторое время прекратила существование.

### INXS после смерти Хатченса

#### Первые попытки реинкарнации (1998—2003)
14 ноября 1998 года, на праздновании 25-летия лейбла Mushroom Records, на котором вышел записанный ранее в 1986 году совместно с Джимми Барнсом сингл «Good Times», группа дала своё первое выступление после смерти Хатченса. С Барнсом на вокале, группа исполнила 2 песни — «The Loved One» и вышеупомянутую «Good Times».
В период с 1999 по 2003 группа сделала несколько попыток заменить вакантную должность вокалиста — они выступали с известным соул-певцом Теренсом Трентом Д’Арби на церемонии открытия Олимпийского стадиона в Сиднее 12 июня 1999 года, с австралийскими исполнителями Сьюзи ДеМарчи, Джимми Барнсом и новозеландцем Джоном Стивенсом на церемонии закрытия Олимпийских игр 2000 в Сиднее, который впоследствии стал основным вокалистом INXS. Совместно со Стивенсом был выпущен сингл «I Get Up» в 2003 году, однако вскоре он ушёл из группы ради сольной карьеры.

#### Rockstar: INXS и сотрудничество с Джей Ди Форчуном (2005—2011)

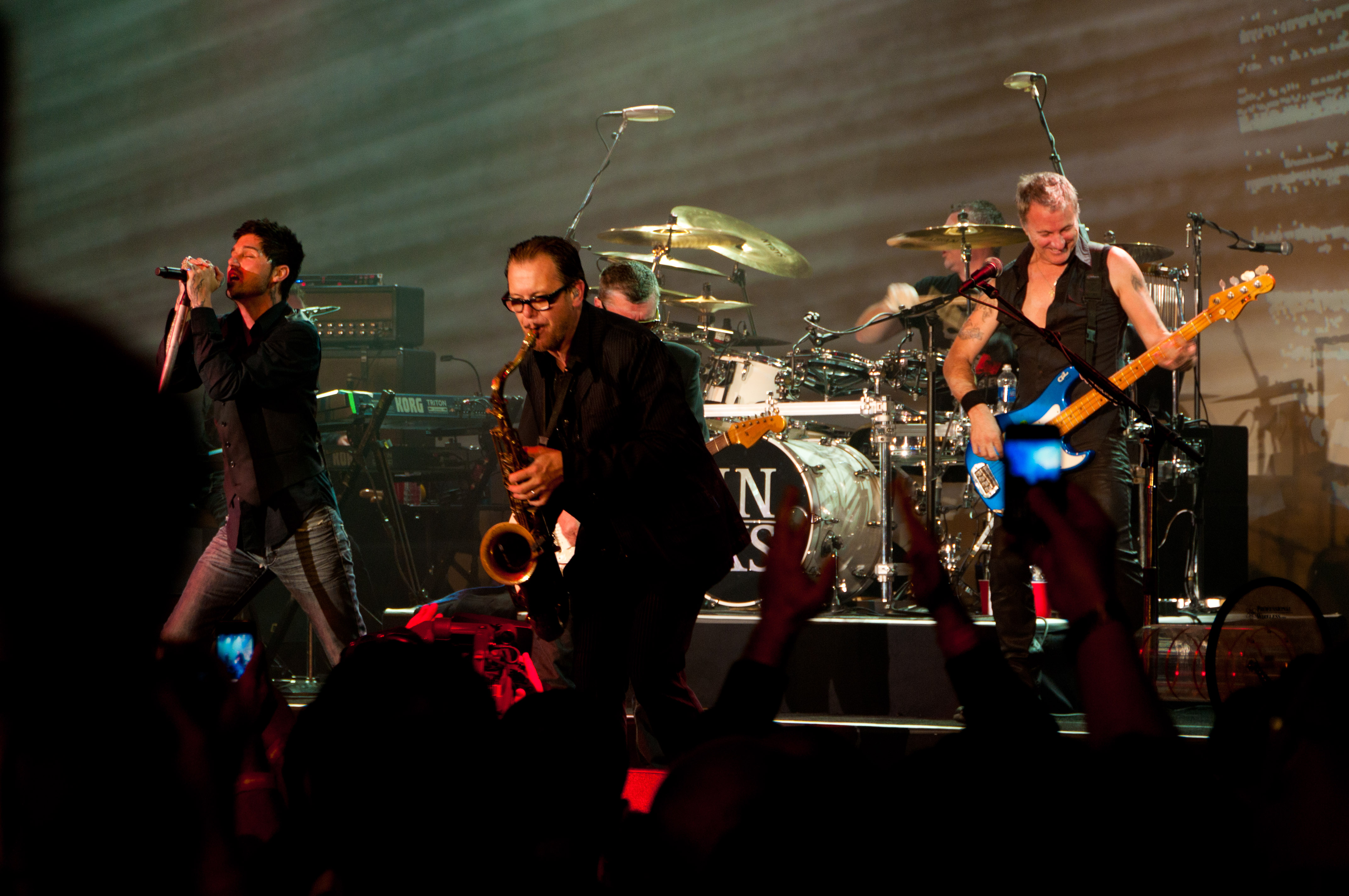
2010 год — совместный концерт группы INXS и Джейсона Ди Форчуна

В 2004 году участники INXS объявили конкурс на замещение вакантного места вокалиста. Приняв участие в специально организованном для этого реалити-шоу Rockstar: INXS, среди множества потенциальных кандидатов группа выбрала канадца Джей Ди Форчуна, с которым и отправилась в студию записывать материал для нового студийного альбома. Вышедшая в 2005 году пластинка Switch получила достаточно неплохие отзывы критиков — многие издания ставили альбому оценку 3 из 5, отмечая, что новая работа по сравнению с последними альбомами, записанными ещё в составе с Хатченсом, Full Moon, Dirty Hearts (1993) и Elegantly Wasted (1997) достаточно хороша, в то время как вышеуказанные предшественники получили в своё время весьма сдержанную оценку и продавались достаточно посредственно. В течение следующих двух лет группа провела в туре в поддержку нового лонгплея.
В 2009 году Форчун ушёл из INXS. Однако в феврале 2010 года коллектив совместно с ним выступил на Олимпиаде в Ванкувере.
В июле 2010 года стало известно о работе над пластинкой, состоящей из перепевок известных песен коллектива и в ноябре состоялся её релиз. Работа получила название Original Sin, по названию сингла группы из альбома The Swing 1984 года. Обновлённая версия вышеуказанной песни с вокалом Роба Томаса год спустя после релиза самого альбома заняла 1-е место в американском Billboard Hot Dance Club Play, в то время как в Billboard Hot 100 сам альбом перепевок провалился, а во Французском и Австралийском ARIA Charts он занял скромные 144-ю и 49-ю позиции соответственно. В записи альбома приняли участие вокалисты Джей Ди Форчун (он записал вокал к песням «The Stairs» и «Love Is (What I Say)»), Милен Фармер, Бен Харпер и Трикки. Аранжировки «новых» песен были подвергнуты существенным изменениям, которые для многих старых поклонников австралийцев оказались в диковинку. В поддержку новой пластинки был предпринят тур, в рамках которого группа стала участником ряда фестивалей — место вокалиста было всё ещё закреплено за Джей Ди вплоть до осени 2011, когда на официальном сайте появилось сообщение о том, что Форчун уже окончательно покидает группу.

#### Работа с Киараном Гриббином и распад группы (2011—2012)
В сентябре 2011 года группа представила поклонникам нового вокалиста. Им стал Киаран Гриббин, ирландский певец и автор-исполнитель песен, ранее выступавший с Мадонной, Snow Patrol, Groove Armada, Полом Маккартни и Полом Окенфолдом. Также INXS презентовала композицию «Tiny Summer», вокал для которой записал Гриббин.

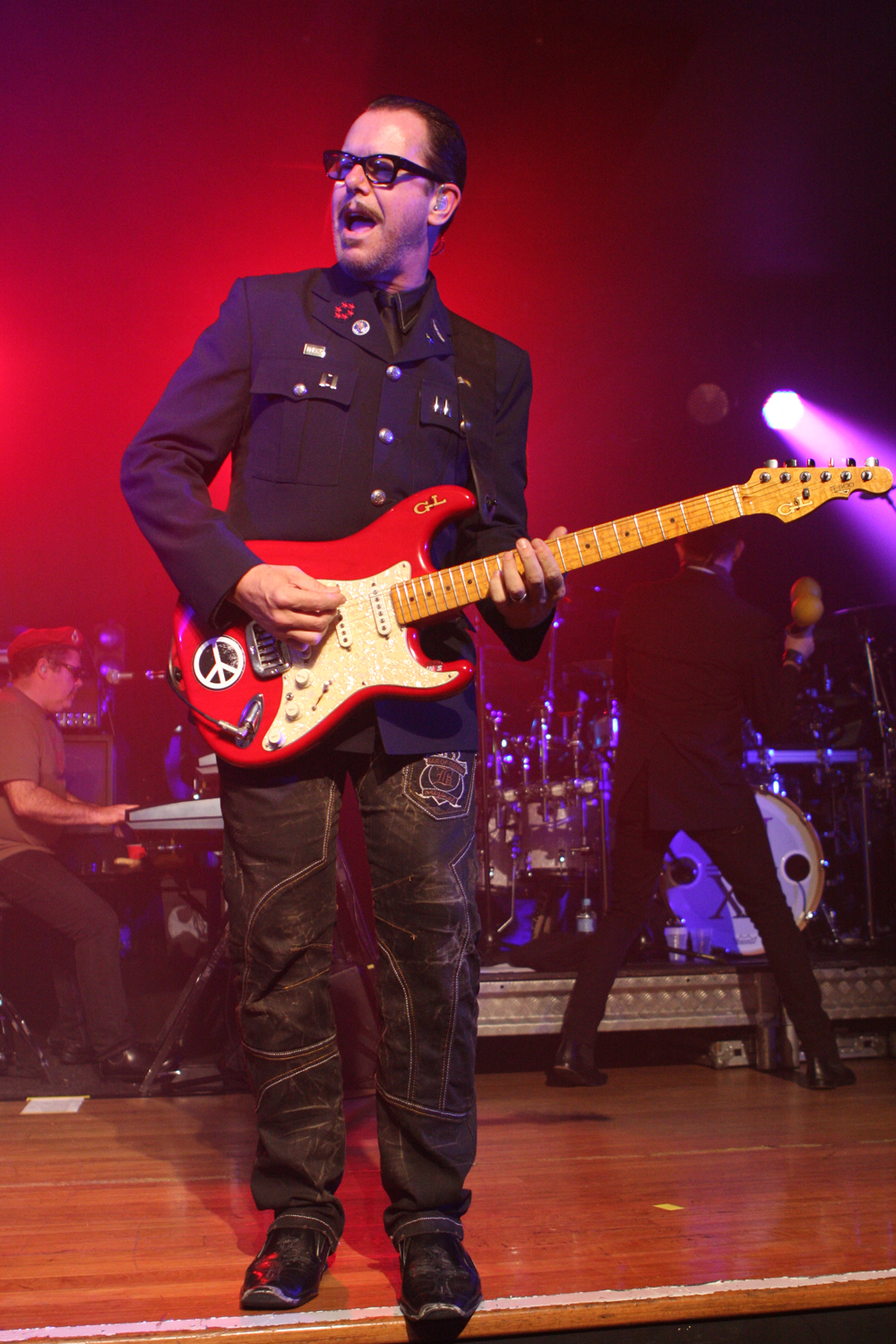
Кирк Пенгилли, гитарист и саксофонист INXS. Сидней, 2012 год

В ноябре того же года INXS вместе с новым вокалистом отправились в небольшое турне по Южной Америке, Австралии и Европе. Первое совместное выступление INXS с Гриббином состоялось 3 ноября в городе Арекипа, Перу. Во время тура с Гриббином группа исполнила как свои классические хиты так и те, которые после смерти Хатченса вовсе не исполнялись. Среди них — «Communication» из альбома Welcome to Wherever You Are.
После двух концертов в Южной Америке и Европе, группа подготовила настоящий сюрприз своим поклонникам из родной Австралии — 25 января 2012 года во время концерта в Канберре INXS представили публике абсолютно новую песню, написанную в сотрудничестве с Киараном Гриббином — «We are United». В течение июля 2012 года, группа представила публике несколько новых песен, среди которых — «Honesty», «Tears of Rain», «Dancing Like a Flame», а также композиция «Sugar», которая была написана в период работы с Джоном Стивенсом и никогда нигде не издавалась официально и не исполнялась на концертах.
В ноябре 2012 года, во время совместного концерта с Matchbox Twenty в Перте, перед началом исполнения самого большого хита группы — «Need You Tonight», барабанщик группы Джон Фаррисс объявил о том, что это последний концерт в истории INXS.

### INXS после завершения гастрольной деятельности (2012 — настоящее время)

#### Never Tear Us Apart: Untold Story Of INXS
В 2013 году телевизионная сеть Seven Network Australia, объявила, о том что она начала съемку мини-сериала под названием «Never Tear Us Apart: Untold Story of INXS» (рус. "Нас никогда не разлучить: Нерассказанная история INXS"), в котором будет затрагиваться история и закулисная жизнь группы. Член группы, гитарист Тим Фаррис, являлся консультантом на время съёмок. Съёмки мини-сериала, состоящего из двух серий, начались в конце июня 2013 года. Премьера первой серии состоялась в воскресение 9 февраля 2014 года, а второй — 16 февраля.
Майкла Хатченса сыграл Люк Арнольд. Алексу Уильямсу досталась роль Кирка Пенгилли, Хью Шеридан сыграл Гарри Гэри Бирса, а Тима, Джона и Энди Фаррисов сыграли Николас Мастерс, Айдо Дрент и Энди Райан соответственно. Роль менеджера группы Криса Мерфи сыграл Дэймон Херриман.

## Факты о группе
- Бытует мнение, что песня «Suicide Blonde» из альбома X была посвящена Кайли Миноуг, с которой в начале 1990-х у вокалиста группы — Майкла Хатченса были романтические отношения. Также в дискографиях обоих исполнителей есть отсылки в названии альбомов и песен. Так, в 2003 году певица выпустила альбом Body Language — в дебютном альбоме группы INXS есть песня с таким же названием. А в 2007 году у Кайли вышел альбом X, название которого, также как и в альбоме австралийцев 1990 года, означает римскую цифру «10».
- Вокалист британской группы Duran Duran, Саймон Ле Бон, в 1996 году написал песню «Michael (You’ve Got a Lot to Answer For)», которая год спустя вошла в альбом Medazzaland. По словам самого Ле Бона она была посвящена Майклу Хатченсу, с которым они в то время находились в дружеских отношениях. Альбом был выпущен за месяц до смерти Майкла и в момент его самоубийства Duran Duran были в туре, в рамках которого исполнялась эта песня. После самоубийства фронтмена INXS композиция была исключена из трек-листа тура британцев и не исполнялась до 2001 года.

## Участники
| Бывшие участники - Тим Фаррисс — соло-гитара, клавишные, бас-гитара, бэк-вокал (1977—2012) - Кирк Пенгилли — ритм-гитара, соло-гитара, саксофон, бэк-вокал (1977—2012) - Гарри Гэри Бирс — бас-гитара, бэк-вокал (1977—2012) - Эндрю Фаррисс — клавишные, фортепиано, ритм-гитара, губная гармошка, перкуссия, бэк-вокал (1977—2012) - Джон Фаррисс — ударные, перкуссия, клавишные, бэк-вокал (1977—2012) - Майкл Хатченс — ведущий вокал (1977—1997; его смерть) - Джон Стивенс — вокал (2000—2003) - Джей Ди Форчун — ведущий вокал (2005—2011) - Киаран Гриббин — ведущий вокал, гитара (2011—2012) Концертные музыканты - Джимми Барнс — ведущий вокал (1998) - Теренс Трент Д’Арби — ведущий вокал (1999) - Рассел Хичкок — ведущий вокал (1999) - Сьюз Демарчи — ведущий вокал (2000) - Дженни Моррис — бэк-вокал (1985—1986) |

Временная шкала

## Дискография
Студийные альбомы
- 1980 — INXS
- 1981 — Underneath the Colours
- 1982 — Shabooh Shoobah
- 1984 — The Swing
- 1985 — Listen Like Thieves
- 1987 — Kick
- 1990 — X
- 1992 — Welcome to Wherever You Are
- 1993 — Full Moon, Dirty Hearts
- 1997 — Elegantly Wasted
- 2005 — Switch
- 2010 — Original Sin

Сборники
- 1994 — The Greatest Hits
- 2001 — Shine Like It Does: The Anthology (1979—1997)
- 2002 — The Years 1979—1997

Концертные альбомы
- 1991 — Live Baby Live
- 2005 — INXS: Live at Barker Hangar[13]
- 2011 — Rocking the Royals: Live 1985